# Palazzo Branconio dell'Aquila

Autoportrait de Raphaël et de Giovanbattista Branconio dell'Aquila

Palazzo Branconio dell'Aquila est un palais aujourd'hui disparu qui se situait dans le rione Borgo de Rome et dessiné par Raphaël pour son ami le clerc Giovanni Battista Branconio dell'Aquila.

## Histoire
Le Palazzo Branconio dell'Aquila est palais aujourd'hui perdu et seuls des dessins nous décrivent son architecture.
Au début du XVIe siècle, Giovanni Battista Branconio dell'Aquila conseiller du pape et orfèvre a chargé son ami Raphaël de réaliser son palais dans une zone comprise entre le Vatican et le Château Saint-Ange.
Raphaël a probablement réalisé ce projet au cours de sa dernière année de vie donc vers 1520,
Le palais a été démoli vers l'an 1660 afin de réaliser une place devant les colonnes de la Place Saint-Pierre (piazza Rustichucci).
La connaissance des caractéristiques du palais nous sont parvenues grâce à des estampes précédant sa construction ainsi que des dessins du projet avec diverses variantes montrant les innovations linguistiques de Raphaël

## Description
La façade richement décorée comportait cinq fenêtres dans l'axe desquelles au rez-de-chaussée se trouvaient cinq magasins (botteghe), des niches entre le piano nobile et les fenêtres ainsi que plusieurs aigles (crête de Branconio).
Le portail central menait à une Cour dotée  d'une loggia; un escalier dans l'aile gauche donnait accès au piano nobile, qui, selon une reconstruction, avait seulement cinq salles.

## Sources
- (it) Cet article est partiellement ou en totalité issu de l’article de Wikipédia en italien intitulé « Palazzo Branconio dell'Aquila » (voir la liste des auteurs).